# Intel RapidCad
Intel RapidCAD — это набор из двух корпусов: непосредственно процессора Intel 486DX и заглушки для разъёма FPU, которые спроектированы таким образом, чтобы подходить для разъёмов процессора Intel 80386 и математического сопроцессора Intel 80387. Ввиду того, что 486DX имел встроенный FPU, заглушка для разъёма FPU вставляющаяся в разъём сопроцессора Intel 80387 была нужна для обработки сигнала FERR. Вопреки, казалось бы, теоретической возможности выполнения инструкций за одинаковое количество тактов по сравнению с настоящим i486DX, целочисленная производительность RapidCAD несколько прихрамывала — это происходило из-за отсутствия в процессоре кэш-памяти первого уровня и недостаточной пропускной способности 386-й шины. RapidCAD предлагал минимальные улучшения в целочисленных вычислениях по сравнению с 386DX (обычно 10 %, максимум 35 %), но обеспечивал существенное повышение производительности при вычислениях с плавающей запятой (до 80 %), для чего, собственно, и предназначался. Повышение производительности FPU в данном случае объяснялось интегрированием его в основное ядро процессора.
- Intel RapidCAD-1
- Intel RapidCAD-2

## Техническая спецификация
Intel RapidCAD-1
- Упаковка: 132-Pin CPGA
- Частота: 25/33 МГц
- Количество транзисторов: 800 тыс. шт.
- Технология изготовления: CHMOS 0.8 µm
- Напряжение: 5 В
- sSpec: SZ624

Intel RapidCAD-2
- Упаковка: 68-Pin CPGA
- Частота: 25/33 МГц
- Количество транзисторов: 275 тыс. шт.
- Технология изготовления: CHMOS
- Напряжение: 5 В
- sSpec: SZ625